# مرض معد
المرض المعدي أو المتعدي هو المرض الذي يصيب أي من الكائنات الحية كالإنسان على سبيل المثال ويكون للفيروس أو الميكروب المسبب للمرض القابلية للانتقال إلى كائن حي آخر من نفس الفصيلة (أو فصيلة أخرى) كالجدري أو الطاعون ينتقل من شخص لآخر.
يمكن أن يحدث انتقال للمرض بطرق مختلفة بما في ذلك الاتصال الجسدي أو الأغذية الملوثة أو سوائل الجسم أو لمس الأشياء ملوثة (مثل أكرة الباب)، استنشاق الهواء بالقرب من مريض، أو عطس مريض، فتنتقل الميكروبات أو الفيروسات من المريض إلى السليم، وتعديه.

## مسببات الأمراض المعدية
1. الفيروسات:
أصغر الكائنات المسببة للعدوى، فحجم أكبر فيروس لا يتجاوز نصف حجم نصف أصغر بكتيريا، ويتراوح حجم الفيروس ما بين 10-300 ميلميكرون أو نانومتر.
وهي كائنات بسيطةٌ جدًا تركيبيًّا؛ فهي تتكوّن أساسًا من الحمض النوويّ (RNA أو DNA)، وغلافٍ بروتينيّ يُعرف بالمحفظة(protein capsid)، أمّا من الناحيّة الوظيفيّة: فالفيروس ليس به أيّ أنشطةٍ حيويّة لهذا فهو يحتاج حتمًا لخليةٍ حيّةٍ ليتكاثر فيها.
تتنوع أشكال الفيروسات وتختلف، فبعضها كروي وبعضها شبه كروي، وبعضها يأخذ شكلًا هندسيًا منتظمًا متعدد السطوح (كما في فيروس الحلأ) وغيره يكون على شكل إسطوانة من البروتينات تحيط بشريط الحمض النووي، وبعضها تنتظم بروتيناته بأشكال هندسية أعقد (كما في ملتهم الجراثيم الذي تشكل بروتيناته ما يشبه الرأس والعنق والذيل).
وتسبب أمراضًا معدية متعددة. أشيعها الزكام وأمراض جلدية.
2. الجراثيم:
كائنات وحيدة الخلية بدائية النواة، أعقد وأكبر حجمًا من الفيروسات. وتتواجد في كل مكان، حتى أن عدد الجراثيم التي يحملها جسم الإنسان أكبر من عدد خلايا جسم الإنسان نفسه.
مسؤولة عن أمراض أشيعها التهاب الحلق والتهابات الطرق البولية والسل.
```
 3. الفطريات:
```

ميكروبات قد تكون وحيدةً أو عديدة الخلايا، خلاياها حقيقيَّة النواة، والقليل منها هي الأُخرى يُسبّب المرض.
أشيع الأمراض المسببة لها هي قدم الرياضي والفطور التي تصيب الجهاز التناسلي الأنثوي.
4. الطفيليات:
كائنات أكبر من الجراثيم، ويشاهد بعضها بالعين المجردة. وقد يصل طول بعضها لأمتار. تسبب أمراضًا مختلفة مثل عدوى الشريطية وعدوى الأسكاريس والحرقص.

## عوامل الخطورة
يمكن أن تصيب العدوى أي شخص. لكن أكثر عوامل الخطورة شيوعًا هي:
- ضعف النظافة العامة.
- ضعف الجهاز المناعي لأي سبب، منها:

- تناول الستيرويدات، أو الأدوية التي تكبح المناعة، مثل أدوية تجنب رفض العضو.
- الإصابة بالإيدز.
- الإصابة ببعض أنواع السرطانات التي تؤثر على الجهاز المناعي.

## الوقاية
تتطلب الوقاية الحذر في التعامل مع مريض، فلا سلام باليد، وإذا كان لا بد من التلامس فلا بدأن يكون التلامس بقفاز ثم التخلص من القفاز على الفور. يجب تفادي تلقي عطسة مريض في الوجه فيجب أن تكون مسافة على الأقل مترين من العطسة أو الكحة. عدم لمس أشياء مسكها المريض مثل الأكواب أو قلم أو غير ذلك . يتحتم ركوب حافلة الإمساك بأعمدة فيه أو حوامل، تلك قد تكون عليها عدوى، فيجب غسل اليدين جيدا بالصابون بمجرد الوصول إلى البيت . وكذلك عند مسك ترابزون السلالم، قد يكون عليها عدوى، وكذلك بالنسبة إلى تبادل الأوراق المالية.
- الوقاية من مرض جنسي يحتاج إلى طرق وقاية خاصة .
- والوقاية من مرض خطير مثل ايبولا يحتاج تعاملات خاصة (أنظر ايبولا)
- الوقاية من البلهارسيا أو بعض الديدان مثل الإنكلستوما ، تبدأ بعدم النزول في مياه الأنهار والجداول الملوثة، بل عدم ملامستها على الإطلاق.